# Gasner János
Gasner János (1955–2009) a magyar alternatív rock egyik legjelentősebb gitárosa, a budapesti underground jellegzetes figurája, sokoldalú zenésze. Számos zenekarban szerepelt meghatározó tagként, zeneszerzőként, emellett performer, grafikus, színházcsináló, valamint a Tibetet Segítő Társaság tagja volt.

## Pályafutása
Első jelentősebb zenekarként az Art Decoban, majd az Európa Kiadóban játszott 1983-ban, illetve utóbbiban 1988–1989-ben is. Rövid ideig az Orkesztra Luna zenészei között is megtaláljuk, majd a Sziámi (névváltozatai: Sziámi Ultra Rock, Sziámi Zenei Társulat stb.) együttes alapembere lett Müller Péter Ivánnal (későbbi nevén: Müller Péter Sziámi) együtt. Müller a szövegekért, Gasner elsősorban a zeneszerzésért volt felelős a munkáikban. A zenekar ezen korszakában (1985—1991) születtek a legjobb Sziámi-dalok, majd Gasner kivált, és legközelebb a 90-es évek végén állt össze az alkotói mag, innentől kezdve viszont Gasner a haláláig tagja maradt a Sziámi zenekarnak. Egy időben a Bernáth(y) Sándor és Szkárosi Endre vezette Konnektor zenekar (alapítva: 1984-ben) tagja is.
A „köztes időszak” sem telt eseménytelenül, elsősorban az 1991-ben első koncertjeit adó Új Nem zenekar kiemelendő, akik a 80-as évek  alternatív zenei hullámának utolsó, nagy rezgései voltak: Gasner volt a gitárosa az 1992-ben felbomlott zenekarnak. Ekkoriban alakítja meg az alkalmanként összeálló, félmeztelenül játszó, eksztázisig doboló dobtrióját, a Paleo Acidet, de játszik a Tudósok zenekarral (Bada Dadáról dokumentumfilmet is készített a későbbiekben), illetve a (szintén) extrémitásáról híres Pillangóval is ez idő tájt készül el a Börtöndalok (Bahia, 1994).   1997-ben Escurial Quartett néven gitárzenekart alapított, 2001-ben Dixi szövegeire komponált zenét, amely csak 2009-ben jelent meg CD-n Dixilemez—Sötétben káprázó jelenés címmel. Utolsó zenekara a Paddy and the Gas Station volt, melynek egy késő esti próbája után még reggel elment futni, majd a forró vizes kádba beleülve megállt a szíve 2009. március 17-én.
Ő maga így vallott gitárjátékáról 1988-ban: „… Pár éve kitűztem magam elé a célt, hogy elszakadva a rock sematikus, sok esetben már egészen elcsépelt frázisokat használó gitározásmódjától megpróbálok kialakítani egy egészen másfajta rendszert. Olyan érzékenységű, olyan jellegű hangokra törekszem, mint az emberi beszéd…” – idézi Szőnyei Tamás Gasnert. Saját játékát a gitáros egy zongoristáéhoz hasonlítja, aki univerzális felelősséggel tartozik a zenekar megszólalásáért, a gyárilag készen kapott effekteket kerülni kell szerinte, mert a zenész a fejében kialakult hangkép visszaadására kell, hogy törekedjen.
Gasner János stílusának ismertetőjegye volt a háttérbe húzódás a színpadon. Míg a szólógitárosokra a maguk és hangszerük kihangsúlyozása jellemző a rock műfajában, a zenésznek a színpad elülső részében való elhelyezkedése, és nem egyszer teátrális gesztusok, addig Gasner hátul, körülbelül a dobos vonalában, mintegy „megbújva tette a dolgát”: Nem véletlenül nevezte barátja, Tricepsz a zenészről való megemlékezésében „csendes gitárosnak”. 
Pályafutása elején játszott a magyar avantgárd rockot a hagyományosabb stílusokat jelentő rock és blues felől közelítő másik emblematikus gitárossal, Dénes Józseffel, Döncivel, az Európa Kiadóban, majd életük vége felé Dénes Dönci-projektjében (Dixit megidézendő) újra egy színpadon zenéltek. Amellett, hogy az alternatív rock legjobb gitárosai voltak, még egy szomorú dolog köti őket össze: Dénes halálának okát szívrohamként diagnosztizálták 2008 júliusában, majd alig rá egy évre Gasnert is a szíve vitte el.
Halálával űrt hagyott maga után a magyar undergroundban: pályatársak, barátok koncertekkel egybekötött megemlékezéseket szerveztek évente március 17-éhez közeli időpontokban, hogy enyhíteni próbálják ezt a hiányt.